# Гун (язык)
Гун (самоназвание — Gungbè) — язык из группы языков гбе. На нём говорит народ огу в Бенине, а также на юго-западе Нигерии. Гун является частью кластера языков фон внутри восточных языков гбе; он близок к фону, особенно к его разновидностям агбоме и кпасе, а также к языкам макси и веме (уэме). Он используется в некоторых школах департамента Уэме в Бенине.
Гун — второй по распространённости язык в Бенине. На нём в основном говорят на юге страны, в Порто-Ново, Семе-Кподжи, Бону, Аджарре, Авранку, Дангбо, Акпро-Миссерете, Котону и других городах, где проживает народность огу. На нем также говорит меньшинство народа огу на юго-западе Нигерии недалеко от границы с Бенином, особенно в Бадагри, Мауне, Тубе.

## Орфография
Язык использовал три системы орфографии, все они основаны на латинском алфавите. В Нигерии на нём пишут с орфографией, аналогичной орфографии йоруба и некоторых других языков Нигерии, и с использованием точки под диакритическим знаком для обозначения звуков. В Бенине для публикации перевода Библии в 1923 г. была разработана другая орфография, которая была обновлена в 1975 г. и теперь используется для обучения грамоте в некоторых школах Бенина; это похоже на орфографию Фона с использованием таких букв, как ɛ и ɔ. Есть предложения по унификации орфографии, например, предложение Хоункпати Капо (1990).

## Википедия на языке гун
Существует раздел Википедии на языке гун («Википедия на языке гун»), первая правка в нём была сделана в 2021 году. По состоянию на 10:23 (UTC) 18 июля 2025 года раздел содержит 1540 статей (общее число страниц — 2743); в нём зарегистрировано 2049 участников, 4 из них имеют статус администратора; 20 участников совершили какие-либо действия за последние 30 дней; общее число правок за время существования раздела составляет 42 207.